# منتخب موزمبيق للكريكت
منتخب موزمبيق للكريكت هو ممثل موزمبيق الرسمي في المنافسات الدولية في الكريكت
.